# Nissan Armada
El Nissan Armada es una camioneta fabricada por Nissan. Comparte su plataforma F-Alfa bastiadora con la camioneta Nissan Titan, la Nissan Xterra y las camionetas Nissan Frontier y Nissan Pathfinder. Una versión de lujo de la Armada fue vendida como el Infiniti QX56 desde el 2003 hasta el 2011, cuando cambió a una plataforma basada en el Nissan Patrol. Desde el 1980 hasta el 2000, se ha montado la última versión en su primera generación, cesando su producción durante más de 12 años. Desde mediados de 2016, las dos plantas distribuidoras donde se construirá la camioneta se encuentra instalada en Yukuhashi, Kyushu, Japón y comparten la misma plataforma que el Nissan Patrol, con modificaciones específicas a la par de los mercados mexicanos.

## Primera generación (2003 - 2015)
En 2003, comenzó la fabricación de la primera generación de la Armada en Canton, Mississippi. Originalmente conocida como el Pathfinder Armada, fue diseñada en 2001 por Diane Allaen para el mercado norteamericano y se introdujo en 2003 como modelo 2004. Esta camioneta cambió su nombre al de Armada en 2003 mientras recibía las nuevas credenciales. Una cirugía estética fue diseñada hasta el 2005, introduciéndose a principios del 2007 como modelo 2008.
Los tiradores de las puertas traseras están instaladas en el pilar "C" como una tradición que empezó con el diseño del Nissan Pathfinder en 1986. Cuando se introdujo el Pathfinder cuatro puertas, Nissan la eligió para ocultar la puerta que maneja como parte del pilar "C" recortado visualmente, haciéndolo aparecer como una camioneta de dos puertas con un camper, y una puerta convencional que se maneja en las puertas delanteras. Hay algunas Armadas que son capaces de utilizar E85. Fue el único vehículo japonés que vendieron en los Estados Unidos donde utilizan el E85 del Titan hasta la introducción del motor Toyota UR, volviéndose capaz de impulsar el E85 de los Toyota Tundra y Sequoia durante el 2008.
En 2010, se introdujeron nuevos cambios para el modelo 2011, con dos niveles de equipamiento, las versiones SE y OFF-Road, cayeron fuera de la alineación. El ajuste de la base se le conoce como el SV, el recorte medio es ahora el SL, y la moldura tope de la gama todavía se le conoce como Platinum. Los precios de la camioneta van desde los $37.910 para el 2WD SV hasta los $52.890 para el 42D Platinum. Además, mientras que la Armada continúa en producción en los Estados Unidos, ya no comparte la misma plataforma que el Infiniti QX56, que se produce ahora en Japón.
Los cambios del año modelo 2013 incluyen normas de radio Bluetooth y satélite en todos los modelos. El modelo de ajuste Platinum ofrecerá un nuevo paquete de reserva. Un nuevo sistema de navegación que tiene una unidad de disco duro de mayor capacidad (40 GB), es capaz de recibir el NavWeather, tiene el Zagat Survey, tiene la capacidad de transmitir el audio de Bluetooth y un puerto USB. El sistema de entretenimiento DVD de Nissan ahora utiliza pantallas montadas en la parte trasera de los reposacabezas delanteros en sustitución del anterior, compuesta de una sola pantalla.
Una actualización menor se emitió en 2014 para el año modelo 2015, resultando en nuevos paneles interiores de las puertas y otros cambios menores.
El 21 de mayo de 2015, Nissan anunció que se terminaría de producir la camioneta de la marca japonesa en su primera generación, cuya SUV se renovó a partir de la plataforma de la segunda generación de la Titan, presentándose en el Auto Show de Chicago en el primer semestre de 2016. Al parecer, la segunda generación de la camioneta ya entró en producción el Lunes 13 de junio y empezó a salir a la venta como modelo 2017.

## Segunda generación (2016)
La segunda generación de la camioneta fue puesta a la venta en agosto de 2016, esta versión fue re-estilizada, basándose en la nueva generación de la Titan. Aunque la nueva generación de la camioneta sale a la venta como modelo 2017, ésta nueva generación de la SUV ha salido a la venta en México estando encima de Quicks. 
La plataforma de la nueva generación de esta camioneta se basa en la plataforma de la Nissan Patrol, dando a conocerse los cambios en la pantalla frontal y aumentando ligeramente las dimensiones y la otra óptica. El aumento de tamaño se logró mediante la instalación de un parachoques trasero masiva. Esta Armada se convierte aún más en la SUV más grande en la línea de Nissan. El motor y la caja de cambios automática siguen utilizando el mismo tema, así como en la Patrol, pero lo más probable que tiene la nueva Armada en esta generación es la versión de tracción trasera.
Esta versión se basa en la Nissan Patrol y la Infiniti QX80, y será montado en Japón, a excepción del motor Endurance V8, que se ensambla en Decherd, Tennessee. La Armada creció en una longitud completamente ancha, pero se reducen la altura y la distancia entre los ejes moderadamente. Además de la resistencia V8, se introdujo una transmisión de siete velocidades para mejorar la economía de combustible, la aceleración y el par, junto con un aumento de potencia desde 317 hasta 390 CV a 5200 rpm. El exterior difiere moderadamente de la actual Patrol, que se introdujo a principios de 2014. La segunda generación de la Armada continuará ofreciendo las versiones 2WD y 4WD, quedando disponibles en las SV, SL, y Platinum recortadas.
Esta nueva generación de la Nissan Armada es producida a partir de la segunda semana de junio de 2016 en la fábrica de Nissan, en la ciudad de Yukuhasi (Japón), junto con la Nissan Quest y el Nissan Urvan, cuyo nuevo modelo se presentó en el Auto show de Chicago. Este es el primer modelo fabricado con la nueva plataforma Y62. Esta nueva generación conserva únicamente el nombre de la generación anterior. En comparación con la primera generación, la nueva Armada es 5305 mm más larga, 121 mm ancha y perdió 307 mm en su altura total, mientras que su distancia entre ejes fue alargada en 203 mm. El peso fue reducido en promedio en 192 kg.

## Disponibilidad
La Nissan Armada (WA60) fue vendida en los Estados Unidos (incluyendo todos los territorios del país), Canadá, México, y el Medio Oriente en un solo volante a la izquierda.
- Datos: Q611158
- Multimedia: Nissan Armada / Q611158